# 장신 (조선)
장신(張紳, ? ~ 1637년)은 조선 중기의 문신이다. 본관은 덕수이다.

## 생애

### 병자호란 전
우의정을 지낸 장유의 아우이다. 1617년 광해군이 경희궁을 지을 때 자신의 집터를 궁궐터로 내놓아 1619년 관직을 얻었다. 1623년에는 인조반정에 참여하여 훈련대장 이흥립을 설득
시켜 반정에 가담시킨 공로로 정사공신 3등에 책록되었다.
이후 양주목사 등을 역임한 후에 1627년 황해도관찰사로 있으면서 청나라의 침입에 대비하여 황주성을 수축하였다. 후에 명의 장수 모문룡과의 관계로 벼슬을 그만두었다.

### 병자호란과 자살
1636년 병자호란이 터지자 강화유수로 부임하여 강화도를 수비하였다. 1637년 1월 청군이 인근 선박들을 징발하고 수군을 조직하여 강화도를 공격해오자 충청수사 강진흔과 함께 출전하였으나, 싸우는 척하다가 그대로 도주하여 강진흔의 분노를 샀다. 전후 조정에서 강화성 수비 실패의 책임을 물어 검찰사 김경징은 귀양보낸뒤 사사시키고 충청수사 강진흔은 참수했다. 이때 장신도 조정으로부터 자결하라는 명령을 받고 자살했다.

## 가족 관계
- 고조부 : 장옥(張玉)
  - 증조부 : 장자중(張自重)
    - 할아버지 : 장일(張逸)
      - 아버지 : 장운익(張雲翼)
      - 어머니 : 밀양 박씨
        - 형 : 장유